# Daptonema marylinicus
Daptonema marylinicus is een rondwormensoort uit de familie van de Xyalidae. De wetenschappelijke naam van de soort is voor het eerst geldig gepubliceerd in 1952 door Timm.